# Famille Gicquel des Touches
La famille Gicquel des Touches est une famille française subsistante originaire de Guingamp (Côtes-d'Armor), puis établie à Rennes (Ille-et-Vilaine) et Saint-Malo (Ille-et-Vilaine).
Elle a donné au XVIIIe siècle un premier huissier au présidial de Rennes, un notaire royal à Saint-Malo et un receveur des traites du domaine du duc de Penthièvre et contrôleur des actes à Dinard.
Au XIXe siècle elle donna plusieurs générations d'officiers de marine, dont Albert Auguste Gicquel des Touches (1818-1901), vice-amiral, ministre de la Marine et des Colonies en 1877, grand officier de la Légion d'honneur, titré comte romain par le pape Pie IX en 1850.

## Histoire
Le patronyme Gicquel est courant en Bretagne. C'est une forme abrégée du prénom Judicael, Gezequel ou Isiquel. La filiation suivie de cette famille commence en 1659 à Guingamp (Côtes-d'Armor).[réf. nécessaire]
Selon Pierre-Marie Dioudonnat, les Gicquel sont une famille bretonne d'ancienne bourgeoisie. Elle est indiquée de "fausse noblesse" par Philippe du Puy de Clinchamps et noble par Dominique de La Barre de Raillicourt.
Jean-Baptiste Gicquel (1664-1724), sieur des Touches, fils de Nicolas Gicquel et de Mathurine Roucheran, commis du greffe de la cour en 1703, épousa le 28 novembre 1698 à Rennes Françoise Delaune, fille de Guillaume Delaune, marchand de vin, et de Thebaude Hamon. Ils eurent notamment pour fils Gilles Félix Gicquel (1703-1771), notaire royal à Saint-Malo, marié avec Louise Gauthier. Lors de ce mariage, Jean-Baptiste Gicquel était veuf en premières noces de Jacquette Durand, dame des Touches-Durand, en Pacé (Ille-et-Vilaine), qu'il avait épousée le 10 janvier 1693 et qui lui avait apporté la terre des Touches.
Albert Auguste Gicquel des Touches (1818-1901) est titré comte romain en 1850 par le pape Pie IX,.
Comptant quatre légionnaires consécutifs, la famille Gicquel des Touches a été admise à l'Association des anciens honneurs héréditaires.

## Généalogie
- Honorable Nicolas Gicquel, né vers 1628 et mort à Guingamp le 26 juin 1678, qualifié  "maistre Nicolas Gicquel" en 1664[7] et sieur de la Ville-Henry dans son acte d'inhumation[8], marié le 18 avril 1655 à Rennes avec Mathurine Roucheran, dame de La Ville-Henry[9], dont :
  - Jean-Baptiste Gicquel (1664-1724), premier huissier audiencier au siège présidial de Rennes en 1703, marié en premières noces le 10 janvier 1693 avec Jacquette Durant, dame des Touches-Durand, en Pacé (Ille-et-Vilaine), et en secondes noces le 28 novembre 1698 à Rennes avec Françoise Delaune, fille de Guillaume Delaune, marchand de vin, et de Thebaude Hamon, dont[9] :
    - Gilles Félix Gicquel (1703-1771), sieur des Touches, né à Rennes en 1703, notaire royal à Saint-Malo où il épouse le 10 septembre 1733 Louise Perrine Gaultier qui lui donne :
      - Pierre Gilles Gicquel, sieur des Touches, né à Saint-Malo le 27 septembre 1737, mort à Saint-Malo le 11 octobre 1801. Receveur des traites domaniales du duc de Penthièvre[10] et contrôleur des actes à Dinard en 1764. En 1777 il est qualifié ancien receveur des traites et demeure à Saint-Servan, il est ensuite visiteur des poudres et salpêtres de Bretagne. Il épouse à Dinan le 9 octobre 1764 Louise Leblanc[9]. D'où :
        - François Pierre Marie Gicquel, né le 11 mai 1768 à Dinan, s'établit à Saint-Malo, où il était contrôleur des Postes et, selon son frère Auguste Marie, ne se séparait jamais de son violon pour faire danser. Il se marie et laisse deux enfants : François et Adèle ;
        - Pierre Guillaume Gicquel des Touches (Dinan 1770-1824), commence à naviguer sur le bateau de son père à l'âge de six ans. Il est engagé à 14 ans comme mousse en 1784 dans la Marine royale; il devient pilote, officier en 1793, démissionne en 1802. Il se marie à Santa Cruz de Tenerife (Espagne) avec Maria Engrecia de Baudet qui lui donne des enfants en 1803 et 1808. Il se lance dans le commerce dans l'Océan Indien où il reprend du service comme officier, mais dans la Marine hollandaise[11].
        - Louis Gicquel (Dinan 1776-1792), engagé comme enfant de troupe, est tué à 16 ans ;
        - Olivier Gicquel (Dinan 1782-1805), après la mort de sa mère en 1792, est âgé de douze ans et s'engage comme mousse en 1793 à Brest avec son petit frère Auguste âgé de neuf ans et demi.
        - Auguste Marie Gicquel des Touches (Rennes 1784 - Brest 1855), s'engage en 1793 à Brest comme mousse sur un navire de guerre, il a neuf ans et demi, devient officier en 1811, capitaine de vaisseau en 1827, directeur du port de Brest en 1831, commandeur de la Légion d'honneur[11]. Il épouse en 1817 à Paris Mélanie Siderf, puis Thérèse Marie Lefer de La Saudre en 1834. Son premier mariage lui donne sept enfants, dont :
          - Albert Auguste Gicquel des Touches (1818-1901), vice-amiral, préfet maritime à Lorient, ministre de la Marine et des Colonies en 1877. Il reçut en 1850 un titre pontifical de comte à titre personnel[5]. Il se marie en 1844 avec Flavie Thirat de Chailly, dont postérité subsistante.